# ایمیبث مک‌نالتی
ایمیبث مک‌نالتی (انگلیسی: Amybeth McNulty؛ زادهٔ ۷ نوامبر ۲۰۰۱) بازیگر اهل جمهوری ایرلند و کانادا است. او از سال ۲۰۱۴ میلادی تاکنون مشغول فعالیت بوده‌است.
از فیلم‌ها یا برنامه‌های تلویزیونی که مک‌نالتی در آن نقش داشته‌است می‌توان به مورگان و آن شرلی و یک ایی اشاره کرد.
او همچنین قرار است در سریال محبوب (چیز های عجیب) از شبکه ی نتفلیکس نیز حضور داشته باشد. حقیقت جالب درباره این بازیگر جوان، ایمیبث مک‌نالتی این میباشد که او از طرف تیم کارگردانی مجموعه تلویزیونی بازی تاج و تخت پیشنهاد بازی داشته اما خانواده وی با این‌کار مخالف داشته و در نهایت این نقش را به کری اینگرام داده شد